# 下琴水库
下琴水库是中国广西壮族自治区南宁市隆安县屏山乡境内的一座水库，位于右江流域涿水河上，建于1974年。水库正常库容为990万立方米，集雨面积为29平方千米，海拔为234.3米。